# Sebastian Barry
Sebastian Barry (Dublin, 5 juli 1955) is een Ierse schrijver van poëzie, romans en toneelstukken.

## Biografie
Sebastian Barry werd in 1955 geboren in Dublin als zoon van de architect Francis Barry en de actrice Joan O'Hara. Hij volgde studies Engels en Latijn aan de Catholic University School en aan Trinity College Dublin, waar hij werkte als redacteur van het literair tijdschrift Icarus.
Aanvankelijk schreef hij voornamelijk gedichten en toneelstukken, waaronder meer Boss Grady’s boys (1988), The steward of Christendom (1995), Our lady of Sligo (1998) en The pride of Parnell Street (2007). Eind jaren negentig begon hij ook romans te schrijven. Zo verschenen in de loop der jaren The whereabouts of Eneas McNulty (1998), Annie Dunne (2002) en A long long way (2005; in het Nederlands vertaald als Een lange, lange weg). Laatstgenoemde titel betekende Barry's internationale doorbraak en werd genomineerd voor de Man Booker Prize en de Dublin International IMPAC Award. De roman won de Kerry Group Irish Fiction Award.  
Zijn roman The secret scripture (De geheime schrift) uit 2008 werd Costa Book of the Year, kreeg de James Tait Black Memorial Prize 2009 en de Franse Cezam Prix Littéraire Inter CE en werd genomineerd voor de Man Booker Prize. Het boek werd in 2016 verfilmd door Jim Sheridan, met hoofdrollen voor Rooney Mara en Vanessa Redgrave. 
Days without end werd in 2017 Costa Book of the Year, waarmee Barry de eerste auteur is aan wie deze prijs tweemaal is toegekend. Hij verklaarde dat de coming out van zijn zoon Toby een belangrijke inspiratiebron had gevormd voor deze roman.
Sebastian Barry en zijn vrouw, de scenariste Alison Deegan, wonen in County Wicklow. Zij hebben twee zoons en een dochter.